# Sally Shlaer

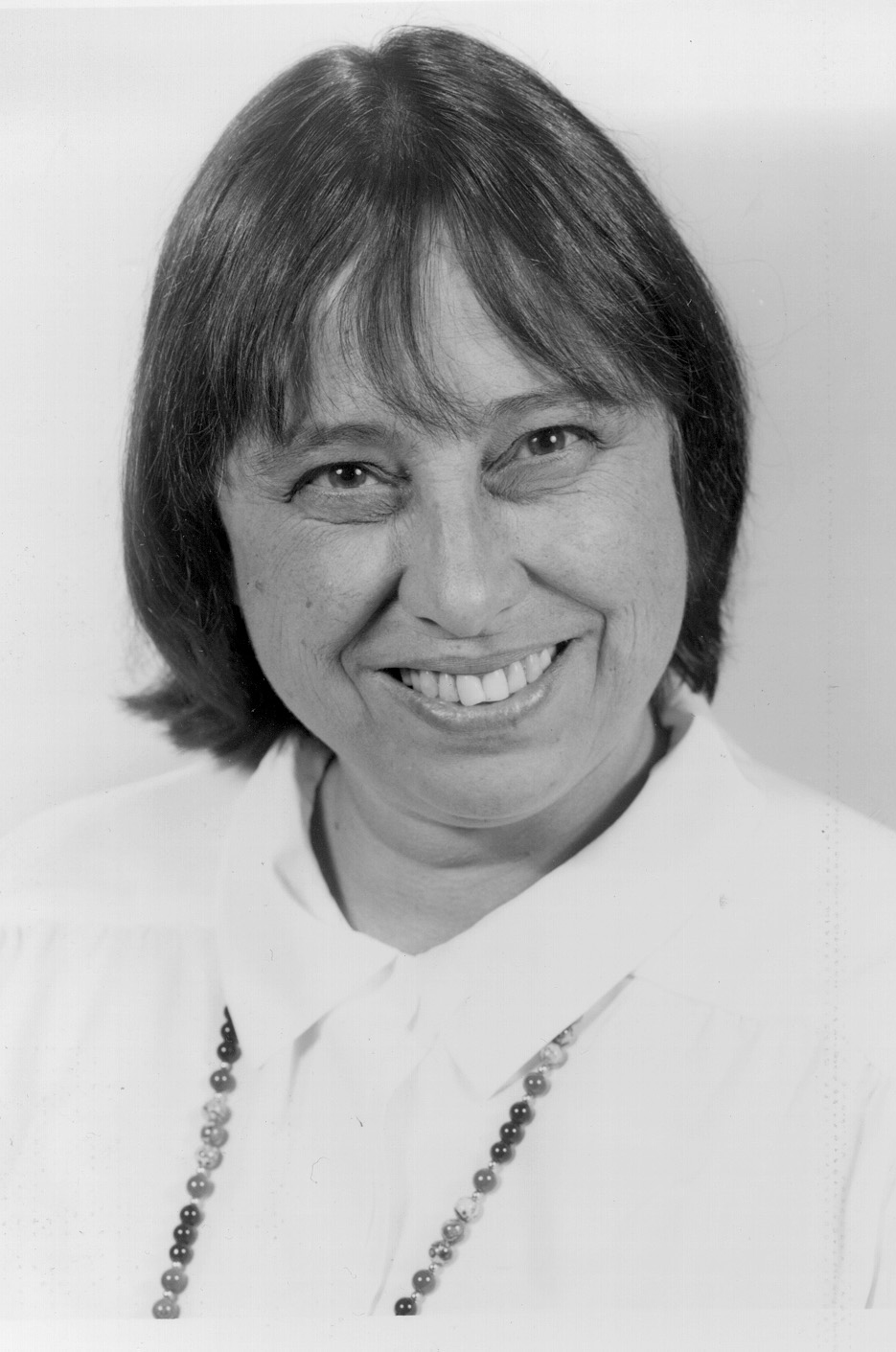
Sally Shlaer

Sally Shlaer (* 3. Dezember 1938 in Cleveland, Ohio; † 12. November 1998 in Berkeley, Kalifornien) war eine amerikanische Mathematikerin und Softwareingenieurin. Bekannt wurde sie als Co-Entwicklerin der Shlaer-Mellor Methode für Softwareentwicklung in den 1980er Jahren.

## Leben
Sally Shlaer war die Tochter von Arthur und Naomi Slaughter. Als sie zehn Jahre alt war, zog die Familie nach Phoenix. Im Jahr 1960 erhielt sie an der Stanford University einen Bachelor of Science in Mathematik. Hier schrieb sie ihre erste Software in Fortran und Assembler, um Datenmengen in der Experimentalphysik zu reduzieren. Nach ihrer Hochzeit zog sie nach Austin (Texas) und gründete eine Familie. Dann zog Shlaer nach Canberra (Australien) und besuchte die Graduate School an der Australian National University.
1965 kehrte Shlaer in die Vereinigten Staaten zurück und zog nach Los Alamos (New Mexico). Dort fing sie als
Software-Ingenieurin beim Los Alamos National Laboratory an. In den frühen 1970er Jahren hatte sie die alleinige Verantwortung für die Überwachung und Steuerung von Software für die Los Alamos Biomedical Treatment Facility. 1977 verließ sie Los Alamos und wurde Projektleiterin der Softwareentwicklung am Lawrence Berkeley National Laboratory, an dem sie zwei Jahre später die Entwicklung eines neuen integrierten Kontrollsystems für das Bay Area Rapid Transit System leitete. Projektziel war, die veraltete und schlecht zu wartende Software zu analysieren (rund 70.000 Zeilen Code in Fortran und Assembler) und durch eine neue zu ersetzen (am Ende 2000 Zeilen Code). Während dieses Projektes traf Shlaer zum ersten Mal auf Stephen J. Mellor, der damals Leiter der Software-Infrastrukturgruppe war. Gemeinsam entwickelten sie dabei die Shlaer-Mellor Methode für Softwareentwicklung und im Jahr 1985 gründeten sie das Software-Entwicklungsunternehmen Project Technology Inc. Ihre Methode verbreiteten sie in Vorträgen und Seminaren.
Shlaer war Fellow der Association for Computing Machinery (ACM).
Shlaers letzte Jahre wurden durch eine chronische Krankheit getrübt. Obwohl dies ihre Produktivität beeinträchtigte, war sie noch im Stande, wichtige Forschungen über rekursives Design auszuführen.

## Leistungen
Sally Shlaer war eine der wenigen Frauen in der von Männern dominierten Welt der Entwurfsmethodik für Software und eine führende Wissenschaftlerin im sogenannten objektorientierten Ansatz zur Software-Entwicklung. Aus den Lehren des Reengineering der Software für den öffentlichen Nahverkehr in San Francisco entwickelte sie mit Stephen Mellor die Shlaer-Mellor-Methode (auch Object Oriented System Analysis (OOSA) oder Object Oriented Analysis (OOA)) der Softwareentwicklung. In den 2000er Jahren entwickelte sich dies zu Executable UML.
Shlaer begann ihre Softwaretechnik Karriere am Los Alamos Nationales Laboratorium als Programmierer. Sie konzipierte und realisierte in Assemblersprache für  einen SEL 810A Computer ein Echtzeit, Multitasking-fähiges Betriebssystem für einen Elektronenbeschleuniger. Ihr Spezialgebiet war danach zunächst Echtzeit- und Prozess-Steuerungs-Software für Zwecke der physikalischen Forschung.